# 英領ボルネオ作戦
英領ボルネオ作戦（えいりょうボルネオさくせん）は、太平洋戦争で日本軍が実施した南方作戦内の作戦の一つ。陸海軍中央協定で定められた作戦名称はB作戦。

## 計画
南方作戦陸海軍中央協定では、「英領「ボルネオ」に対する作戦目的は資源要域並びに航空基地を占領確保するに在り。」、「開戦初頭南方軍直轄の一部を以て「ミリ」を急襲占領し、資源要域並びに航空基地を確保す。」、「「ミリ」を占領せば引き続き「クチン」を占領し航空基地を獲得整備し海軍航空部隊を推進す。」と定めている。

## 経過
1941年12月13日、日本の船団は、フランス領インドシナ（現・ベトナム）のカムラン湾を出航。船団の護衛は、軽巡洋艦「由良」および第三水雷戦隊第12駆逐隊（「叢雲」「東雲」「白雲」「薄雲）、第七号駆潜艇、特設水上機母艦「神川丸」だった。10隻の兵員輸送船が川口清健少将指揮する日本第35歩兵旅団本部を搭載した。栗田健男少将が指揮する重巡洋艦「鈴谷」「熊野」および駆逐艦「吹雪」「狭霧」が支援部隊だった。
日本軍はミリとセリアの占領を目指し、残りの部隊がクチンと近くの飛行場を占領することになっていた。船団は発見されずに進み、1941年12月16日の夜明けに2つの上陸部隊はイギリス軍からごくわずかな抵抗を受けただけでミリとセリアを確保した。数時間後、ルトンも同様に占拠された。
オランダ軍のB-10爆撃機は、12月17日にミリの基地「シンカワンII」から日本海軍を攻撃したが、失敗した。3機のDo24K飛行艇が、自分の攻撃の援護に当たるも、1機はおそらく「神川丸」搭載の水上飛行機により撃墜された。残る2機は雲に遮られていたため、日本軍に発見されなかった。1機の飛行艇が「東雲」に200 kg爆弾2発を命中させるも、爆発によるニアミスで外板を損傷した。駆逐艦の船尾は破損し、数分以内に沈没した。もう1機の飛行艇は貨物船に爆弾を落としたが、逃した。B-10爆撃機は12月18日と19日にミリで攻撃をおこなったが、シンカワンII飛行場が日本によって発見された12月23日に、スマトラ島に退避した。
12月22日、日本の船団がミリを出発してクチンに向かったが、オランダの飛行艇X-35が発見し、無線でカレル・A・Jファン・グルーネフェルド少佐が指揮する潜水艦「K XIV」に警告を送った。12月23日20時40分、「K XIV」は日本の船団に侵入し、攻撃を開始した。兵員輸送船「日吉丸」と「香取丸」が沈められ、数百人の部隊が失われた。「北海丸」は沈没を防ぐべく浜に座礁し、後続の輸送船団はそれほど深刻な損害を受けなかった。残存部隊は上陸に成功した。第15パンジャブ連隊第2大隊は攻撃に抵抗したが、まもなく劣勢となり、川の上に撤退した。午後には、クチンは日本の手に渡った。
12月23日から24日にかけて、「K XVI」は日本の駆逐艦「狭霧」をクチンの30マイル北に魚雷で攻撃し、太平洋で最初に軍艦を沈めた連合軍の潜水艦となった。「K XVI」は、翌日に日本の伊号第六六潜水艦の魚雷により、全乗員とともに沈んだ。
12月24日と28日に、別の部隊のB-10爆撃機が、センバワン島のシンガポールからクチンに対して作戦を遂行した。12月26日、サマリンダから出撃したB-10 が日本の掃海艇と石炭輸送船を沈めた。
一方、1941年12月31日、渡辺中佐の指揮する部隊は北に移動し、ブルネイ、ラブアン島、ジェッセルトン（現・コタキナバル）を占領した。1942年1月18日、小型漁船を使用して、日本軍はイギリス領北ボルネオ政府の所在地であるサンダカンに上陸した。北ボルネオ武装警察署はわずか650人しかおらず、日本の侵攻を遅延させる抵抗はほとんどできなかった。1月19日の朝、チャールズ・ロバート・スミス知事はイギリス領北ボルネオを降伏させ、他のスタッフとともに抑留された。
12月25日16時40分ごろ、日本軍はクチン飛行場の占領に成功した。パンジャブ連隊はジャングルを通ってシンカワン地域に後退した。シンカワンが12月29日に同様に日本軍によって占拠された後、英国とオランダ軍の残りの部隊は、サンピットとパンカランブンを目指して南方のジャングルにさらに退却した。そこにはオランダ軍のコタワリンジン飛行場があった。カリマンタンの南部および中部は、東西からの日本海軍の攻撃の後に占領された。ポンティアナックの町は1942年1月29日に日本軍に占領された。連合軍はジャングルに覆われた山で10週間を過ごした後、1942年4月1日に降伏した。